# Jozo Aoki
Jozo Aoki (japonsko 青木 要三), japonski nogometaš, * 10. april 1929, † 23. april 2014.
Za japonsko nogometno reprezentanco je odigral eno uradno tekmo.